# Francesco Solimena
Francesco Solimena, llamado también l'Abate Ciccio, esto es, el Abad Ciccio  (Canale di Serino, 4 de octubre de 1657; Nápoles, 3 de abril de 1747) fue un pintor italiano barroco.

## Biografía
Considerado uno de los artistas que mejor encarnaron la cultura tardo-barroca en Italia, Solimena se formó en el taller de su padre Angelo, en Nocera, donde vivía su familia. Recibió la influencia de Francesco Guarino, acercándose posteriormente a la pintura escenográfica y fantasiosa de Luca Giordano y a la tenebrista de Mattia Preti.
Sus obras entre 1670 y 1680, entre las que destacan El Paraíso en la catedral de Nocera y la Visión de San Cirilo de Alejandría en la iglesia de San Domenico de Solofra, fueron hechas en colaboración con su padre.
Las obras ejecutadas desde 1680 se acercan a la pintura naturalista, como los frescos de San Giorgio en Salerno, o las telas de las Virtudes de la sacristía de San Paolo Maggiore en Nápoles. En la tela de San Francisco renuncia al sacerdocio de la iglesia de Sant'Anna dei Lombardi (1691-1692) es evidente la influencia de Mattia Preti.
Su estilo se consagra con La expulsión de Heliodoro del templo, en la iglesia del Gesù Nuovo de Nápoles, y con los frescos de la capilla de San Filippo Neri en la Chiesa dei Gerolamini.
En 1728 recibió el encargo del cardenal Michele Federico Althann, virrey de Nápoles y obispo de la ciudad húngara de Vác, de un cuadro representando al prelado en el acto de ofrecer al emperador de Austria Carlos VI el catálogo de la pinacoteca imperial (actualmente en el Kunsthistorisches Museum de Viena), que "suscitó un verdadero entusiasmo".
Un retorno a su obra de juventud se evidenció a partir de 1735, como en los cuadros realizados en el Palacio Real de Caserta por encargo de Carlos de Borbón. Trabajó para la mayoría de cortes europeas, pero sin moverse casi nunca de Nápoles. Murió en su villa de Nápoles del barrio de Barra en 1747.

## Obras
- El Paraíso, (1671), Nocera.
- La Visión de San Cirilo de Alejandría, Solofra, iglesia de San Domenico.
- Historia de Santa Tecla, Arquelaa y Susana, (1680), Salerno, iglesia de San Giorgio.
- Virtudes, (1690), Nápoles, Basílica de San Paolo Maggiore.
- Historia de San Nicolás, Apóstoles y Virtudes, Nápoles, iglesia de San Nicola alla Carità.
- El Milagro de San Juan de Dios, (1691), iglesia del Ospedale della Pace, actualmente en el Museo Cívico de Castel Nuovo.
- San Francisco renuncia al sacerdocio, (1691-1692), Nápoles, iglesia de Santa Anna dei Lombardi.
- La expulsión de Heliodoro del templo, (1725), Nápoles, iglesia del Gesù.
- El cardenal Michele Federico Althann ofrece al emperador Carlos VI el catálogo de la pinacoteca imperial, (1728), Viena, Kunsthistorisches Museum.
- Triunfo de Carlos III de Borbón en la batalla de Gaeta, (1734-1735), Caserta.
- San Nicolás de Bari, Fiumefreddo Bruzio, iglesia de Santa Chiara.
- Autorretrato, Museo del Prado.
- San Juan Bautista, Museo del Prado.
- Cristo dándole la comunión a la  virgen Palacio Real de Aranjuez,  despacho de Francisco de Asís